# Perigrapha mundoides
Perigrapha mundoides är en fjärilsart som beskrevs av Charles Boursin 1940. Arten ingår i släktet Perigrapha och familjen nattflyn. Inga underarter finns listade i Catalogue of Life. Arten förekommer i Israel, Libanon och Jordanien. 